# Панычева, Маргарита Владимировна
Маргарита Владимировна Панычева (до 2016 — Пантилей; р. 17 июля 1989, Волгоград) — российская волейболистка. Либеро. Мастер спорта.

## Биография
Волейболом Маргарита Пантилей начала заниматься в 8-летнем возрасте в родном Волгограде. С 2006 выступала за волгодонский «Импульс», а в 2013—2014 — за липецкий «Индезит», с которым выиграла малые серебряные медали чемпионата России среди команд высшей лиги «А». В команде из Липецка дебютировала в суперлиге в 2014 году, но после снятия «Индезита» с розыгрыша вернулась в Волгодонск. С 2014 на протяжении двух сезонов играла за «Енисей» из Красноярска, в составе которого в 2015—2016 отыграла чемпионат в суперлиге. После декретного отпуска один сезон (2017—2018) выступала за «Сахалин», а в 2018 вернулась в красноярский «Енисей». В декабре того же года стала серебряным призёром Кубка России.

### Клубная карьера
- 2006—2012 —  «Импульс» (Волгодонск);
- 2012—2013 —  «Индезит» (Липецк);
- 2013—2014 —  «Импульс» (Волгодонск);
- 2014—2016 —  «Енисей» (Красноярск);
- 2017—2018 —  «Сахалин» (Южно-Сахалинск);
- 2018—2019 —  «Енисей» (Красноярск).

## Достижения
- серебряный призёр розыгрыша Кубка России 2018.
- двукратный победитель (2015, 2017) и двукратный серебряный призёр (2014, 2018) розыгрышей Кубка Сибири и Дальнего Востока.
- серебряный (2013) и бронзовый (2015) призёр чемпионатов России среди команд высшей лиги «А».